# Kristian Halken
Kristian Halken (* 3. April 1955 in Horsens) ist ein dänischer Schauspieler.

## Leben
Halken hatte sich zuerst an drei verschiedenen dänischen Theaterschulen beworben, wurde zunächst aber abgelehnt. An der Statens Teaterskole wurde er schließlich angenommen. Dort absolvierte er 1981 eine Schauspielausbildung, bevor er anschließend auf verschiedenen Bühnen in Dänemark auftrat. Sein Debüt als Theaterschauspieler hatte er im Odense Teater. Weitere wichtige Aufführungen hatte er anschließend im Husets Teater und im Nørrebros Teater sowie war er auch am Tivoli Revyen und Hjørring-Revyen-Theater tätig.
Des Weiteren ist Halken als Filmschauspieler bei vielen dänischen Film- und Fernsehproduktionen beteiligt. Er wirkte so unter anderem in den dänischen Fernsehserien Madsen & co., TAXA, Unit One – Die Spezialisten, Krøniken, sowie in den Weihnachtsserien Olsen-bandens første kup, Gufol mysteriet und Nissernes Ø mit.

## Filmografie
- 1981: Cirkus Casablanca
- 1995: Brain X Change (Farligt venskab)
- 1995: Kun en pige
- 1997: Deadline
- 1997: Gufol mysteriet (Fernsehserie)
- 1997: Das Auge des Adlers (Ørnens øje)
- 1999: Kærlighed ved første hik
- 1999: Klinkevals
- 1999: Die Olsenbande Junior und ihr erster Coup (Olsen-bandens første kup, dänische Weihnachtsserie)
- 2000: Juliane
- 2001: Hotellet (Fernsehserie)
- 2001: Unit One – Die Spezialisten (Rejseholdet, Fernsehserie)
- 2001: Olsenbande Junior (Olsen-banden Junior)
- 2002: Die Kinder meiner Schwester im Schnee (Min søsters børn i sneen)
- 2003: Alt, neu, geliehen & blau (Se til venstre, der er en Svensker)
- 2003: Dänische Delikatessen – Darf’s ein bisschen mehr sein? (De grønne slagtere)
- 2005: Anklaget
- 2005: Dark Horse (Voksne mennesker)
- 2005: Träumer schießen keine Tore (Af banen!)
- 2005: Der Sonnenkönig (Solkongen)
- 2005: Allegro
- 2006: Das Genie und der Wahnsinn (Sprængfarlig bombe)
- 2007: Anja og Viktor – Brændende kærlighed
- 2007: Til døden os skiller
- 2007: Guldhornene
- 2007: Karlas kabale
- 2008: Remix
- 2008: Sommer (Fernsehserie)
- 2008: MollyCam
- 2009: Himlen falder
- 2009: Kærestesorger
- 2009: Old Boys – Alte Herren & krumme Dinger (Oldboys)
- 2011: Dirch
- 2011: Unter anderen Umständen – Mord im Watt
- 2011: Hjælp, det er jul
- 2012: Lykke (Fernsehserie)
- 2013: Skytten
- seit 2013: Badehotellet (Fernsehserie)
- 2013: Rita (Fernsehserie)
- 2013: Borgen – Gefährliche Seilschaften (Borgen, Fernsehserie)
- 2014: 1864 – Liebe und Verrat in Zeiten des Krieges (1864, Fernsehserie)
- 2015: What We Become (Sorgenfri)
- 2016: Unter anderen Umständen – Das Versprechen
- 2018: Ninna
- 2020: Eine total normale Familie (En helt almindelig familie)
- 2020: Lucia und der Weihnachtsmann 2 (Julemandens datter 2)
- 2022: Miss Viborg